# Dennis Stratton
Dennis William Stratton (Londres, Inglaterra, 9 de octubre de 1952) es un guitarrista que fue miembro del grupo británico de heavy metal Iron Maiden desde enero de 1980 hasta octubre del mismo año.

## Biografía

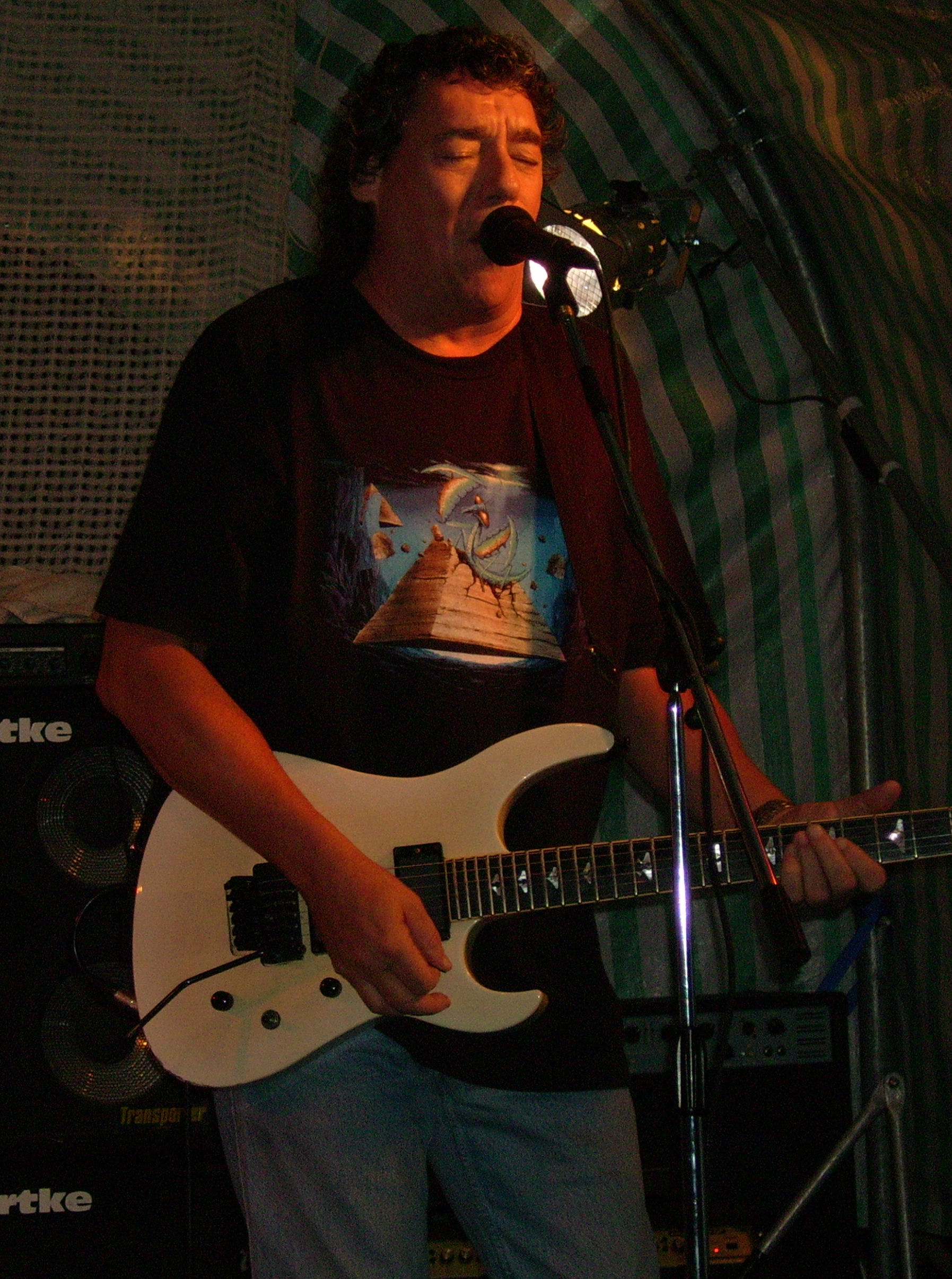
Denis Stratton en un concierto en 2006.

Durante este tiempo, participó en la grabación del primer álbum de la banda, Iron Maiden, el EP Women in Uniform, y algunos sencillos derivados.
Desde su marcha de Iron Maiden, Stratton ha tocado con bandas como Lionheart, grupo con el que sacaría el disco Hot Tonight en 1984 y, más recientemente, Praying Mantis, grupo con el que toca en la actualidad. En 1995, Dennis realizó un proyecto con Paul Di'Anno, exvocalista de Iron Maiden, llamado "The Original Iron Men", que solo lanzaría dos álbumes, The Original Iron Men (1995) y The Original Iron Men 2. 
En 1996 se juntó nuevamente con Di'Anno y otros músicos y lanzaron el álbum As Hard as Iron.

## Discografía

### Iron Maiden
- Iron Maiden (1980)

### Lionheart
- Hot Tonight (1984)

### Praying Mantis
- Live at Last (1990)
- Predator in Disguise (1991)
- A Cry for the New World (1993)
- Only the Children Cry (1993)
- To the Power of Ten (1995)
- Captured Alive in Tokyo City (1996)
- Forever in Time (1998)
- Nowhere to Hide (2000)
- The Journey Goes On (2003)

### Paul Di'Anno & Dennis Stratton
- The Original Iron Men (1995)
- The Original Iron Men 2 (1996)
- As Hard as Iron (1996)

### Colaboraciones
- Kaizoku (1989) - Varios autores
- All Stars (1990) - Varios autores
- Trapped (1990) - Lea Hart
- Start 'em Young (1992) - English Steel
- Ready to rumble (1992) - True Brits

- Datos: Q472404
- Multimedia: Dennis Stratton / Q472404